# 津幡町立刈安小学校
津幡町立刈安小学校（つばたちょうりつ かりやすしょうがっこう）は、石川県河北郡津幡町字刈安にある公立小学校。

## 沿革
《出典：刈安小学校の歴史》
- 1874年（明治07年）4月[2] - 越中坂小学校として開校。
- 1875年（明治08年）5月 - 竹橋小学校、明嶺小学校開校[2]。
- 1889年（明治22年）4月1日 - 町村制の施行により、倶利伽羅村、九折（つづらおり）村、坂戸村、越中坂村、刈安村、竹橋村など11村の区域をもって、倶利伽羅村が発足。
- 1899年（明治32年）12月1日 - 越中坂、竹橋、坂戸、明嶺、手向の各尋常小学校を統合し、倶利伽羅尋常小学校と改称。同日、字倶利伽羅に冬期分教場を開設。
- 1902年（明治35年）10月1日 - 高等科を併設[2]。倶利伽羅尋常高等小学校と改称。
- 1907年（明治40年）8月10日 - 倶利伽羅村と萩坂村が合併して、改めて倶利伽羅村が発足。
- 1908年（明治41年）4月1日[2] - 刈安尋常高等小学校と改称。
- 1934年（昭和09年）9月7日 - 校舎新築落成[2]。
- 1937年（昭和12年）10月20日 - 講堂兼雨天体操場落成[2]。
- 1941年（昭和16年）4月1日[2] - 刈安国民学校と改称。
- 1947年（昭和22年）4月1日[2] - 学制改革により倶利伽羅村立刈安小学校と改称。刈安中学校を併置する。
- 1948年（昭和23年）12月1日 - 校歌制定（作詞：藤田福夫、作曲：今井松雄）。
- 1954年（昭和29年）6月26日[2] - 新築校舎落成（10教室）。
- 1950年（昭和35年）9月5日 - 給食調理室設置[2]。
- 1963年（昭和38年）3月31日[2] - 併設の津幡町立刈安中学校を閉校[注 2]
- 1957年（昭和32年）2月1日 - 倶利伽羅村の津幡町編入に伴い、津幡町立刈安小学校と改称。
- 1979年（昭和54年） - 新校舎（管理棟）落成。
- 1986年（昭和61年）4月1日 - 竹橋地区を萩野台小学校へ分離。
- 1987年（昭和62年）11月[3] - 屋内運動場落成。
- 2000年（平成12年） - 新校舎（教室棟）落成。
- 2002年（平成14年） - 一部で複式学級を導入。
- 2018年（平成30年）9月ごろ[注 3] - 津幡町学校給食萩野台共同調理場の開設により給食調理室を閉鎖。
- 2019年（令和元年）12月2日 - 創立120周年[注 1]学校集会・児童集会を実施[5]。

## 交通アクセス
- IRいしかわ鉄道・あいの風とやま鉄道 倶利伽羅駅下車。
- 国道8号の南に沿う。